# Ercole Bentivoglio
Pour les articles homonymes, voir Bentivoglio (homonymie).
Ercole Bentivoglio, ou encore Hercule Bentivoglio, né vers 1506 à Bologne, mort à Venise le 6 novembre 1573, fils d'Annibal Bentivoglio, qui régna le dernier sur Bologne.
Il vécut à la cour de Ferrare et fut plusieurs fois employé dans des négociations délicates, mais il est surtout connu comme poète.
On a de lui des comédies, des sonnets, des églogues et des satires. Ses œuvres ont été publiées à Venise, 1633 et à Paris, 1719.